# Серен (гора)
Сере́н (гора Спокойствие; фр. Mont Serein) — гора в Провансе на юге Франции. Представляет собой вторую, северную и более низкую вершину горы Ванту.

## География

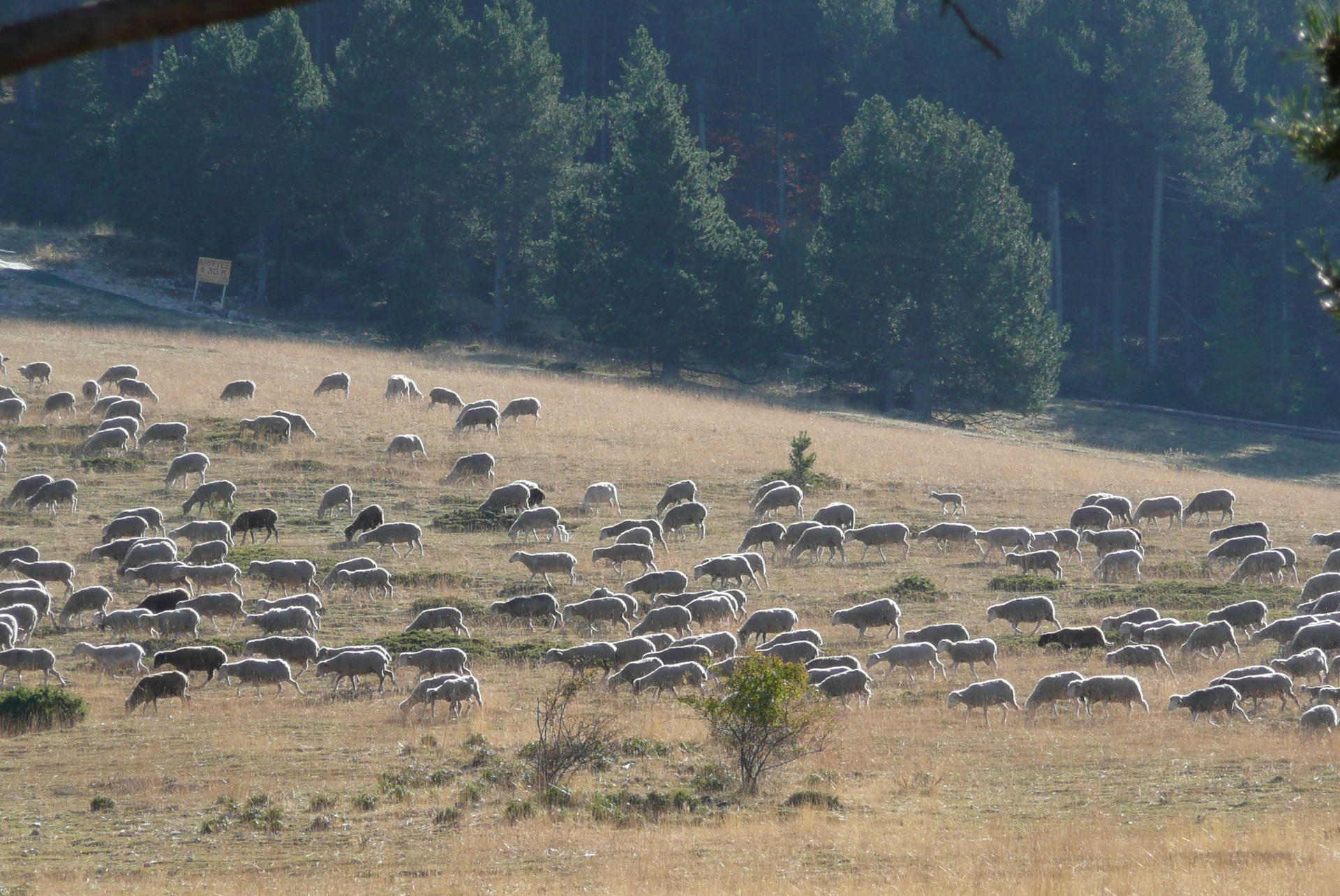
Пастбище на склоне Серен

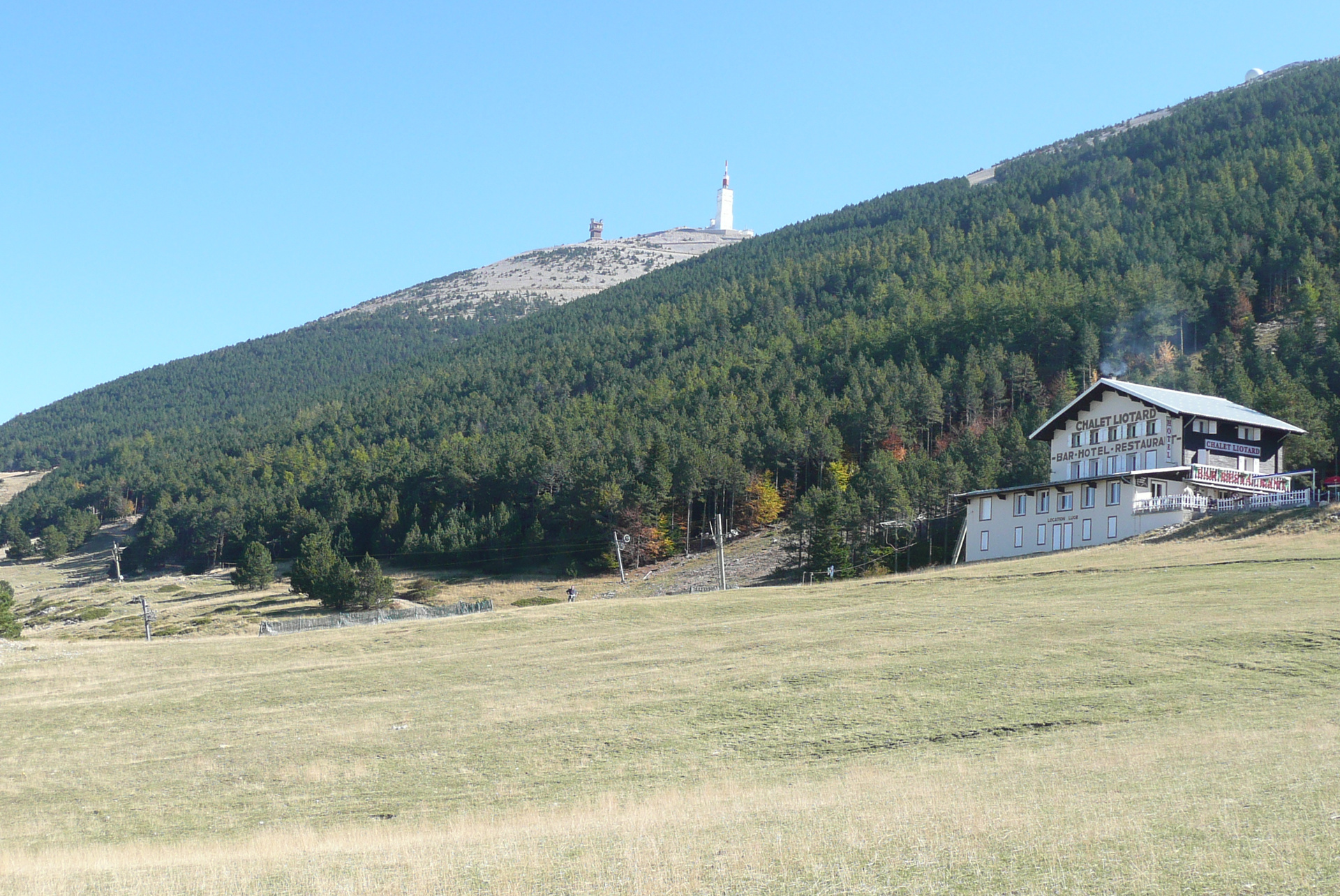
Станция Серен и вид на гору Ванту

Высота над уровнем моря — 1437 м, находится на юге Франции на территории департамента Воклюз. Гора относится к альпийскому горному массиву Бароннье.

## Горнолыжная станция
Горнолыжный курорт был сооружён на склоне Серен в конце 1920-х годов по инициативе писателя, художника и альпиниста Пьера Шампевиля (1885—1950). Именно в это время и была открыта дорога, соединяющая Малосен с самой высокой горой массива Воклюз Ванту. Станция расположена в 12 км от горнолыжной трассы в 7 км от трассы для лыжных гонок.